# Рози, Алеандро
Алеа́ндро Ро́зи (итал. Aleandro Rosi; 17 мая 1987, Рим) — итальянский футболист, защитник клуба «Перуджа». Обладатель Кубка и Суперкубка Италии.

## Биография
Родился в римском районе Гарбателла 17 мая 1987 года. В 10 лет поступил в детскую школу «Лацио», через два года, в 1999-м, перешёл в академию «Ромы». В 17 лет попадает в заявку основной команды «Ромы» на сезон 2004/05.
Дебютирует в Серии А 28 мая 2005 года, выйдя на замену за три минуты до конца игры в домашнем матче против «Кьево» (0:0). С примаверой «Ромы» выигрывает юношеский чемпионат Италии сезона 2004/05. В начале следующего сезона Лучано Спалетти, назначенный новым тренером «Ромы», называет Рози будущим клуба и даёт ему больше игрового времени. Благодаря травмам основных игроков 18-летний терцино получает возможность сыграть в 26 матчах сезона 2005/06, включая три игры в Кубке УЕФА. 24 сентября 2006 года забивает в матче против «Пармы» забивает первый в профессиональной карьере гол. В последнем туре Серии А 2006/07 забивает вновь, помогая «Роме» одержать победу над «Мессиной» со счётом 4:3.
В начале сезона 2007/08, выиграв с «Ромой» Суперкубок Италии, Рози отправляется в аренду в «Кьево», выступающий в Серии Б. Веронский клуб выигрывает чемпионат и получает путёвку в высший дивизион, однако для Рози не находится постоянного места в основном составе, и летом 2008 года, записав на свой счёт 16 матчей за «Кьево», игрок возвращается в Рим. Следующий сезон он также проводит в аренде в Серии Б — в «Ливорно», где становится основным игроком (42 игры за сезон) и помогает клубу завоевать место в высшем дивизионе в стыковых матчах. Летом 2009 года Рози переходит в совладение в «Сиену». За половину прав на игрока «Рома» получает 1,2 млн евро.
По итогам сезона 2009/10 «Сиена» отправляется в Серию Б, а Рози на правах аренды возвращается в «Рому». 15 сентября 2010 года он дебютирует в Лиге чемпионов, сыграв 90 минут в Мюнхене против «Баварии» (0:2). Летом 2011 года «Рома» за 1,9 млн евро полностью выкупает у «Сиены» контракт Рози.
Летом 2012 года новым тренером «Ромы» становится Зденек Земан. На предсезонном сборе команды в Австрии Земан отказывается от услуг Рози. 7 августа игрок расторгает контракт с клубом по взаимному согласию и подписывает пятилетний контракт с «Пармой». 25 августа дебютирует за новый клуб в выездном матче первого тура чемпионата против обладателя действующего чемпиона — «Ювентуса», а в следующем туре выходит на замену в конце домашнего матча с «Кьево» и через 5 минут забивает гол.

## Достижения
«Рома»
- Победитель Кубка Италии 2006/07
- Победитель Суперкубка Италии 2007

«Кьево»
- Победитель Серии Б 2007/08

## Статистика
| Клуб    | Сезон       | Чемпионат | Чемпионат | Кубок | Кубок | Еврокубки | Еврокубки | Другие | Другие | Всего | Всего |
| Клуб    | Сезон       | Игры      | Голы      | Игры  | Голы  | Игры      | Голы      | Игры   | Голы   | Игры  | Голы  |
| ------- | ----------- | --------- | --------- | ----- | ----- | --------- | --------- | ------ | ------ | ----- | ----- |
| Рома    | 2004/05     | 1         | 0         | 1     | 0     |           |           |        |        | 2     | 0     |
| Рома    | 2005/06     | 17        | 0         | 6     | 0     | 3         | 0         |        |        | 26    | 0     |
| Рома    | 2006/07     | 19        | 2         | 5     | 0     | 4         | 0         |        |        | 28    | 2     |
| Рома    | 2007/08     |           |           |       |       |           |           | 1      | 0      | 1     | 0     |
| Кьево   | 2007/08 (Б) | 16        | 0         |       |       |           |           |        |        | 16    | 0     |
| Ливорно | 2008/09 (Б) | 37+2      | 0         | 3     | 0     |           |           |        |        | 42    | 0     |
| Сиена   | 2009/10     | 30        | 1         | 2     | 0     |           |           |        |        | 30    | 1     |
| Рома    | 2010/11     | 17        | 1         | 1     | 0     | 2         | 0         |        |        | 18    | 1     |
| Рома    | 2011/12     | 21        | 0         |       |       | 1         | 0         |        |        | 22    | 0     |
| Рома    | Всего       | 75        | 3         | 13    | 0     | 10        | 0         | 1      | 0      | 98    | 3     |
| Парма   | 2012/13     | 5         | 1         |       |       |           |           |        |        | 5     | 1     |